# Outbound (Stuart Hamm)
Outbound è il quarto album solo di Stuart "Stu" Hamm, pubblicato nel 2000.

## Tracce
1. Outbound
2. ...Remember
3. The Castro Hustle
4. Star Spangled Banner
5. The Memo
6. The Tenacity Of Genes And Dreams
7. Charlotte's Song
8. A Better World
9. Further Down Market
10. Lydian (Just Enough For The City)